# Арабі (Луїзіана)
Арабі (англ. Arabi) — переписна місцевість (CDP) в США, в окрузі Сент-Бернард штату Луїзіана. Населення — 4533 особи (2020).

## Географія
Арабі розташоване за координатами 29°57′20″ пн. ш. 89°59′54″ зх. д. / 29.95556° пн. ш. 89.99833° зх. д. (29.955462, -89.998413).  За даними Бюро перепису населення США в 2010 році переписна місцевість мала площу 5,50 км², з яких 4,58 км² — суходіл та 0,92 км² — водойми.

## Демографія
Згідно з переписом 2010 року, у переписній місцевості мешкало 3635 осіб у 1465 домогосподарствах у складі 888 родин. Густота населення становила 661 особа/км².  Було 1918 помешкань (349/км²).
Расовий склад населення:
| - 81,4 % — білих - 10,0 % — чорних або афроамериканців - 1,3 % — азіатів - 1,0 % — корінних американців - 2,7 % — осіб інших рас |

До двох чи більше рас належало 3,7 %. Частка іспаномовних становила 10,1 % від усіх жителів.
За віковим діапазоном населення розподілялося таким чином: 23,0 % — особи молодші 18 років, 66,0 % — особи у віці 18—64 років, 11,0 % — особи у віці 65 років та старші. Медіана віку мешканця становила 35,3 року. На 100 осіб жіночої статі у переписній місцевості припадало 103,9 чоловіків;  на 100 жінок у віці від 18 років та старших — 102,3 чоловіків також старших 18 років.
Середній дохід на одне домашнє господарство  становив 49 459 доларів США (медіана — 38 284), а середній дохід на одну сім'ю — 57 130 доларів (медіана — 44 932). Медіана доходів становила 41 618 доларів для чоловіків та 34 032 долари для жінок. За межею бідності перебувало 20,8 % осіб, у тому числі 25,0 % дітей у віці до 18 років та 15,8 % осіб у віці 65 років та старших.
Цивільне працевлаштоване населення становило 1820 осіб. Основні галузі зайнятості: освіта, охорона здоров'я та соціальна допомога — 19,0 %, мистецтво, розваги та відпочинок — 14,4 %, будівництво — 12,5 %.